# Otto Drewitz
Otto Ferdinand Drewitz (ur. 11 grudnia 1873 w Gdańsku, zm. 16 października 1953 w São Paulo) – gdański prawnik, bankowiec i holenderski urzędnik konsularny.

## Życiorys
Syn Leonharda Ferdinanda Drewitza (1844-1900), kupca i śpiewaka, oraz Marthy Otillii Höpfner. Absolwent Gimnazjum Królewskiego w Gdańsku (Königliches Gymnasium) (1893). Studiował prawo i ekonomię w Niemczech. Był zatrudniony jako Reichsbankbeamter (urzędnik) w Banku Rzeszy w Słupsku (1901), dyrektor Danziger Privat-Actien-Banku (Gdańskiego Prywatnego Banku Akcyjnego) (1922-1933) oraz oddziału gdańskiego Polskiego Banku Przemysłowego (1934-). Pełnił też funkcję konsula/konsula generalnego Holandii w Gdańsku (1927-1938).
Po II wojnie światowej mieszkał w São Paulo.